# Мария Каролина Бурбон-Сицилийская (1798—1870)
Мария Каролина Неаполитанская (Бурбон-Сицилийская), герцогиня Беррийская (итал. Maria Carolina di Borbone-Due Sicilie, фр. Marie Caroline de Bourbon-Siciles, duchesse de Berry; 5 ноября 1798, Палермо — 17 апреля 1870) — дочь Франциска I, короля Обеих Сицилий (единственный ребёнок от первого брака с Марией Клементиной Австрийской); жена французского принца Шарля-Фердинанда, герцога Беррийского.

## Биография
Детство её прошло среди бурь наполеоновских войн, поэтому она не получила хорошего образования: по-итальянски она говорила на сицилийском диалекте, а по-французски так и не научилась писать правильно до конца своей жизни. После падения Мюрата в 1815 году Бурбоны вернулись на неаполитанский престол, а на следующий год Людовик XVIII попросил руки Марии Каролины для своего племянника, герцога Беррийского. Их первая встреча произошла в Фонтенбло 15 июня 1816 года, а через два дня в соборе Нотр-Дам де Пари состоялась свадьба.
Герцог не обрадовался свадьбе и начал изменять жене почти сразу после свадьбы. Тем не менее, супруги жили мирно и пользовались популярностью в обществе. После того как её муж был убит в 1820 году, а свёкор Карл X свергнут Июльской революцией 1830 года, она сделала несколько энергичных попыток вернуть престол родившемуся после смерти мужа в 1820 году ребёнку — Генриху, герцогу Бордоскому (он же граф де Шамбор).
После смерти герцога Беррийского от его брака с Марией-Каролиной осталась лишь одна дочь, Луиза Мария Терезия Бурбон, «mademoiselle de France». Тем радостнее было встречено королевским домом известие о разрешении вдовствующей герцогини Беррийской ребёнком мужского пола (сентябрь 1820 года), получившим имя Генриха и титул герцога Бордо (более известен под именем графа Шамбора). Когда Июльская революция 1830 года возвела на французский престол герцога Орлеанского (Луи-Филипп I), тот объявил королевского внука бастардом (рождённым не герцогиней и подменённым).

Герцогиня последовала за Карлом X в Шотландию, в эдинбургский дворец Холируд. Но во Франции, в особенности на юге и в Вандее, в интересах её сына, как законного претендента на престол, агитировала сильная партия. Чтобы удобнее поддерживать связь с руководством этой партии, герцогиня переселилась в Италию (1831). Здесь вскоре вокруг неё сгруппировались приверженцы, которые убедили её сделать попытку высадиться во Франции и поднять знамя своего сына, короля «Генриха V».
В апреле 1832 года герцогиня действительно высадилась близ Марселя. Восстание легитимистов в этом городе, произведенное 30 числа при вести о прибытии герцогини с сыном, было подавлено. Сама герцогиня успела бежать в Вандею и открыто выступила как регентша, издавала прокламации от имени сына, но вскоре была арестована в Нанте при содействии мэра Ф. Фавра (8 ноября). Отсюда её препроводили в Бле, где содержали в заключении, как государственную преступницу. Её арест возбудил бурю в стране.
В январе 1833 года обнаружилось, что герцогиня беременна от своего мужа, итальянского маркиза Луккези Палли из рода князей Кампо-Франко, с которым обвенчалась тайно в Италии. Это заявление сразу лишило герцогиню политического значения: в глазах легитимистов из вдовствующей французской принцессы она становилась итальянской маркизой и иностранной подданной, которая не имела прав стать регентом французской короны. Поэтому французское правительство сочло возможным освободить её немедленно по разрешении её от бремени дочерью (10 мая). Герцогиня сперва отправилась на Сицилию в Палермо.
Положение её в это время оказалось непростым. Её браку многие не верили, ближайшие родственники не желали с нею видеться. Вскоре выяснилось, что 14 декабря 1831 года в Риме, патером Розавеном освещен её брак с Луккези, который в Нанте, когда там она скрывалась, неоднократно имел случай с нею видеться. Ко второму супругу, бывшему на восемь лет моложе её, Каролина относилась с большой нежностью; он же вёл себя, как морганатический супруг и в письмах называл её Madame или «королевским высочеством».
Они долго проживали в Венеции. Первая дочь умерла во младенчестве, но потом у них родилось ещё четверо детей, сын и три дочери. Устройство судьбы всех детей требовало значительных денег, но средств у бывшей герцогини Беррийской было мало. В 1864 году её освободил от кредиторов сын от первого брака, граф Шамбор, назначив матери большую пожизненную пенсию. После смерти своего супруга герцогиня поселилась в замке Брунзее, неподалёку от Граца (в Австрии), где и умерла от апоплексического удара в апреле 1870 года.

### Дети
Дети Марии Каролины Фердинанды Луизы Бурбонской, принцессы Обеих Сицилий, и Шарля Фердинанда де Бурбона, герцога де Берри:
- Луиза Изабель Бурбонская (1817-1817)
- Луи Бурбонский (1818-1818)
- Луиза Мария Тереза Французская (1819-1864), с 1845 года замужем за герцогом Карлом III Пармским, 4 детей
- Генрих, граф де Шамбор Генрих V Бурбонский, герцог Бордо (1820-1883), женат, бездетен

Дети Марии Каролины Фердинанды Луизы Борбонской, принцессы Обеих Сицилий, и Этторе Карло Луккези-Палли, 8-го герцога Грейс
- Анна Мария Розалия Луккези-Палли (1833-1833), родилась во время заключения ее матери в Бле, в июне 1833 года она была освобождена вместе с ней и переехала в Италию, где родители передали девочку на попечение приемной паре до самой ее смерти в возрасте трех месяцев.
- Клементина Луккези-Палли (1835-1925), вышла замуж за графа Камилло Зилери даль Верме, 6 детей:
  - Граф Энрико Зилери (1857-1937)
  - Граф Роберто Зилери (1858-1937), женат на своей двоюродной сестре Марии Габриэлле Массимо (1861-1950)
  - Графиня Грациэлла Зилери Верме дель Оббизи (1859-1952), ее правнучка Диана Альвареш Перейра де Мелу, 11-я герцогиня Кадавал
  - Лукино Зилери, граф даль Верме дель Оббизи (1861-1929)
  - Алессандро Зилери, граф даль Верме дель Оббизи (1863-1937)
  - Мария Франческа Зилери, графиня Верме дель Оббизи (1868-1953)
- Донна Франческа ди Паола Луккези-Палли (1836-1923), вышла замуж за дона Карло Альберто Массимо, 3-го принца Арсоли, сына Камилло Витторио Массимо, 2-го принца Арсоли и Марии, принцессы Савойской-Кариньяно, 5 детей:
  - Донна Мария Габриэлла Массимо (1861-1950) замужем за своим двоюродным братом Роберто Зилери (1858-1937)
  - Каролина Массимо (1863-1867)
  - Камилло Франческо Массимо, 4-й принц Арсоли (1865-1943)
  - Фабрицио Массимо, принц Ровиано (1868-1944)
  - Каролина Массимо (1871-1943)
- Мария Изабелла Луккези-Палли (1838-1873), сначала вышла замуж за Массимилиано деи маркиза Кавриани, а затем за графа Джованни Баттиста де Конти
- Дон Адинольфо Луккези-Палли, 9-й герцог Грейс (1840-1911), женился на Донне Лукреции Николетте Руффо ди Баньяра, дочери дона Винченцо Руффо ди Баньяра, 11-го герцога Баньяры, и Сары Луизы Страчан, 7 детей:
  - Энрико Луккези-Палли (1861-1924)
  - Мария Рената Луккези-Палли (1862-1943)
  - Бьянка Луккези-Палли (1865-1943)
  - Карло Луккези-Палли, герцог Грейс (1868-1951)
  - Пьетро Луккези-Палли[4], граф Луккези-Палли (1870-1939), был женат на Беатрисе Бурбон-Пармской, дочери Роберта I Бурбон-Пармского
  - Каролина Луккези-Палли, графиня Луккези-Палли (1872-1905)
  - Габриэлла Луккези-Палли (1875-1937), вышла замуж за Джироламо Брандолини Рота, позже Брандолини д'Адда  (1870-1936), 4 детей:
    - Аннибале[5], женат на Лауре Бонкомпаньи Людовиси, 1 сын:
      - Брандолино Брандолини д'Адда

    - Мария Брандолини д'Адда
    - Джованни Брандолини д'Адда
    - Вендрамина Брандолини д'Адда, вышла замуж за Андреамариа Марселло[6]

## Образ в литературе
- Выведена в романе французского писателя Александра-Дюма-отца «Волчицы из Машкуля» 1858 года.